# Doliolidae
Doliolidae é uma família de tunicados pertencente à ordem Doliolida, cujos membros são pequenos organismos pelágicos geralmente encontrados nas regiões oceânicas longe das costas.

## Descrição
Os membros da família Doliolidae são maioritariamente pequenos organismos pelágicos, inconspícuos, de corpos transparente e gelatinoso, em forma de barril ou cilíndrico. Apresentam cílios que movimento a água através das minúsculas redes de muco que utilizam para reter o fitoplâncton de que se alimentam. Este comportamento alimentar contrasta com as salpas, filogeneticamente próximas, que para este fim usam contracções dos músculos transversos da sua parede corporal.
Os Doliolida também apresentam musculatura circular sob a forma de anéis musculares, cuja rápida contracção lhes permite mover-se rapidamente de uma forma caracteristicamente espasmódica.
As espécies desta família apresentam o ciclo de vida complexo típico dos Dolidolida, com formas que alternam entre gerações caracterizadas por reprodução assexuada e reprodução sexuada. Não são conhecidas formas larvais.

## Géneros
O World Register of Marine Species lista como válidos os seguintes géneros:
- Anchinia
- Dolioletta Borgert, 1894
- Doliolina Garstang, 1933
- Dolioloides Garstang, 1933
- Doliolum Quoy & Gaimard, 1834
- Doliopsis